# Straßenradsport-Weltmeisterschaften 2005
Die Straßenradsport-Weltmeisterschaften 2005 fanden vom 20. bis 25. September in der spanischen Hauptstadt Madrid statt.
Es wurden insgesamt sechs Entscheidungen in den Disziplinen Einzelzeitfahren und Straßenrennen sowie in den Klassen Frauen, Männer und Männer U23 ausgefahren. Bei Weltmeisterschaften treten die Fahrer nicht wie üblich für ihre Sponsoren an, sondern fahren in Nationalmannschaften. Die stärksten Nationen – gerechnet nach einem Wertungsschema, das die Erfolge bei den letzten internationalen Wettbewerben berücksichtigt – dürfen hierbei mit bis zu neun Fahrern starten.

## Strecken
Die Zeitfahrwettbewerbe fanden im Casa de Campo statt, einem großen Park westlich der Innenstadt. Der Start lag am Puerto de los Castaños, und das Ziel befand sich an der Puerta del Ángel. Die Strecke enthielt zwei für ein Zeitfahren nicht einfache Anstiege, den sechs Kilometer langen, aber sehr flachen Anstieg nach Somosaguas und den kurzen steilen Anstieg zur Seilbahn Teleferico.
Die Straßenrennen fanden auf einem 21 km langen Rundkurs in der Innenstadt von Madrid statt. Start und Ziel waren an der Plaza de Lima. Der Kurs führte vorbei am Bernabéu-Stadion und am Palacio de Congresos. Die drei schwersten Abschnitte waren die Anstiege nach La Dehesa de la Villa, die Avenida Cardenal Herrera Osoria und die Avenida de Asturias. Die im Vorfeld geäußerte Vermutung, dass die Strecke den Sprintern entgegenkomme, wurde durch den Rennverlauf bei den Männern (Elite und U23) eher nicht bestätigt.

## Männer

### Straßenrennen (273 km)
| Platz | Athlet             | Land | Zeit         |
| ----- | ------------------ | ---- | ------------ |
| 1     | Tom Boonen         | BEL  | 6:26:10 h    |
| 2     | Alejandro Valverde | ESP  | gleiche Zeit |
| 3     | Anthony Geslin     | FRA  | gleiche Zeit |

In den letzten eineinhalb Runden konnte sich in einem teilweise hektischen Rennverlauf eine bis zu 11-köpfige Spitze um den Italiener Paolo Bettini, Michael Boogerd (NL) und Alexander Winokurow (KAZ) bilden. Auf der Zielgeraden wurde diese Gruppe von einer rund 25-köpfigen Verfolgergruppe mit dem späteren Sieger Tom Boonen eingeholt. Bester Deutscher wurde Andreas Klier als Achter.

### Einzelzeitfahren (44 km)
| Platz | Athlet              | Land | Zeit         |
| ----- | ------------------- | ---- | ------------ |
| 1     | Michael Rogers      | AUS  | 53:34,49 min |
| 2     | José Iván Gutiérrez | ESP  | 53:58,26 min |
| 3     | Fabian Cancellara   | SUI  | 53:58,38 min |

Michael Rogers erzielte damit seinen Dritten Weltmeister-Titel im Zeitfahren in Folge. Die beiden deutschen Starter Sebastian Lang und Michael Rich erreichten die Plätze acht und fünfzehn.

## Frauen

### Straßenrennen (126 km)
| Platz | Athletin          | Land | Zeit         |
| ----- | ----------------- | ---- | ------------ |
| 1     | Regina Schleicher | GER  | 3:08:58 h    |
| 2     | Nicole Cooke      | GBR  | gleiche Zeit |
| 3     | Oenone Wood       | AUS  | gleiche Zeit |

Regina Schleicher wurde von ihren Teamkameradinnen in einem perfekt organisierten Sprintzug zum Sieg pilotiert und gewann mit einer Radlänge Vorsprung vor der Britin Nicole Cooke. Ihre letzte Anfahrerin Trixi Worrack belegte den 10. Platz, Vorjahresweltmeisterin Judith Arndt ließ sich nach getaner Anfahrarbeit zurückfallen und wurde 35.

### Einzelzeitfahren (22 km)
| Platz | Athletin          | Land | Zeit         |
| ----- | ----------------- | ---- | ------------ |
| 1     | Karin Thürig      | SUI  | 28:51,08 min |
| 2     | Joane Somarriba   | ESP  | 28:56,88 min |
| 3     | Kristin Armstrong | USA  | 29:30,35 min |

Die deutsche Vorjahreszweite Judith Arndt verpasste mit dem vierten Rang nur knapp eine Medaille.

## Männer U23

### Straßenrennen (168 km)
| Platz | Athlet            | Land | Zeit         |
| ----- | ----------------- | ---- | ------------ |
| 1     | Dmytro Grabovskyy | UKR  | 3:56:23 h    |
| 2     | William Walker    | AUS  | 23 s zurück  |
| 3     | Jewgeni Popow     | RUS  | gleiche Zeit |

Der Deutsche Carlo Westphal belegte mit 33 Sekunden Rückstand den vierten Platz. Der Deutsche Straßenmeister Gerald Ciolek belegte Platz 17.

### Einzelzeitfahren (37,9 km)
| Platz | Athlet            | Land | Zeit         |
| ----- | ----------------- | ---- | ------------ |
| 1     | Michail Ignatjew  | RUS  | 47:24,28 min |
| 2     | Dmytro Grabovskyy | UKR  | 47:58,90 min |
| 3     | Peter Latham      | NZL  | 48:01,61 min |

Als bester Deutscher Starter erreichte Paul Martens einen siebzehnten Rang.

## Medaillenspiegel
| Medaillenspiegel |                    |      |        |        |        |
| Platz            | Land               | Gold | Silber | Bronze | Gesamt |
| 1                | Australien         | 1    | 1      | 1      | 3      |
| 2                | Ukraine            | 1    | 1      | –      | 2      |
| 3                | Russland           | 1    | –      | 1      | 2      |
| 3                | Schweiz            | 1    | –      | 1      | 2      |
| 5                | Belgien            | 1    | –      | –      | 1      |
| 5                | Deutschland        | 1    | –      | –      | 1      |
| 7                | Spanien            | –    | 3      | –      | 3      |
| 8                | Großbritannien     | –    | 1      | –      | 1      |
| 9                | Frankreich         | –    | –      | 1      | 1      |
| 9                | Neuseeland         | –    | –      | 1      | 1      |
| 9                | Vereinigte Staaten | –    | –      | 1      | 1      |